# Vísky (kraj pilzneński)
Vísky – gmina w Czechach, w powiecie Rokycany, w kraju pilzneńskim. Według danych z dnia 1 stycznia 2014 liczyła 45 mieszkańców.